# ناصر أبو خضير
ناصر أبو خضير (أبو عنان،21 يناير1961-) أسير ومناضل فلسطيني، مواليد شعفاط بمدينة القدس، تلقى تعليمه الإبتدائي في مدارسها، وحصل على الثانوية من كليّة الأمّة الثانويّة. التحق بصفوف الثورة الفلسطينيّة في العام 1977، حيث أعتقل للمرة الأولى في أكتوبر من العام 1977 بتهمة الإنتماء للجبهة الشعبيّة. وبعد خروجه من السجن التحق بجامعة بيروت العربيّة في العام 1979 ليدرس تخصّص الإقتصاد والعلوم السياسيّة، ولكن بعد عامين انقطع عن دراسته بسبب انفجارعبوّة بين يديه والتي أدت لفقدانَ الرؤية في عينه اليمنى وتشوهًا في الوجه، وبترًا في إحدى قدميه وذلك في آذار 1981، واعتقل وحكم على آثرها بالسجن خمس سنوات في سجون الإحتلال وتحرَّر في العام 1986. وفور تحرّره التحق بجامعة بيت لحم ليحصل على بكالوريس الخدمة الإجتماعيّة وعلم النفس عام 1994، وحصل على درجة الماجستير في الدراسات الإسرائيلية عام 2004. وانقطع عن دراسته عدَّة مرّات بسبب الإعتقالات المتكرّرة والتي وصل مجموع ما قضاه في سجون الإحتلال 16 سنة وبضعة شهور.
عمل ناصر مدرّسًا في جامعة القدس أبو ديس لمدَّة أربع سنوات خلال الفترة من (2007 -2011) حيث تم اعتقاله مرة اخرى وحكم عليه بالسجن لمدّة خمس سنوات ونصف بتهمة قيادة شبكة من المجموعات العسكريّة التابعة للجبهة الشعبيّة.

## منعه من التنقل والعمل
في يونيو عام 2021 تسلّم أبو خضير أول قرار يمنع دخوله كل مناطق شرقي القدس المحتلة مدة ستة شهور مع مرفق لخريطة تبيّن المناطق المسموح دخولها من شمال القدس إلى جنوبها، إذ يسمح له بالتوجه إلى المستشفى الفرنسي في حي الشيخ جراح وفي شارع محدد.  وبعد سبعة أيام فقط تسلّم القرار الثاني الذي يقضي بمنع دخوله الضفة الغربية مدة ستة شهور أيضًا، والأسبوع الذي تلاه تسلّم قرارًا يمنعه من التواصل بأي وسيلة مع أكثر من 25 شخصية فلسطينية بزعم أنهم ناشطون في الجبهة الشعبية، بالإضافة لحرمانه من مزاولة مهنته بتدريس الدراسات الإسرائيلية في جامعة القدس أبو ديس. وجاءت هذه القيود بعد ترشحه لإنتخابات المجلس التشريعي عن قائمة "نبض الشعب" التابعة للجبهة الشعبية لتحرير فلسطين.

## حياته
أبو خضير متزوّج ولديه خمسة أبناء، وزوجته عبير حسن أبو خضير وهي ناشطة نسويّة ومناضلة وعضو في اللجنة التنفيذيّة لاتحاد لجان المرأة الفلسطينيّة وتعرّضت للإعتقال عدّة مرّات في سجون الإحتلال.